# 20a etapa del Tour de França de 2015
La 20 etapa del Tour de França de 2015 es disputà el dissabte 25 de juliol de 2015 sobre un recorregut de 110,1 km entre Modâna-Valfréjus i l'estació d'esquí de Aup d'Uès.

## Recorregut

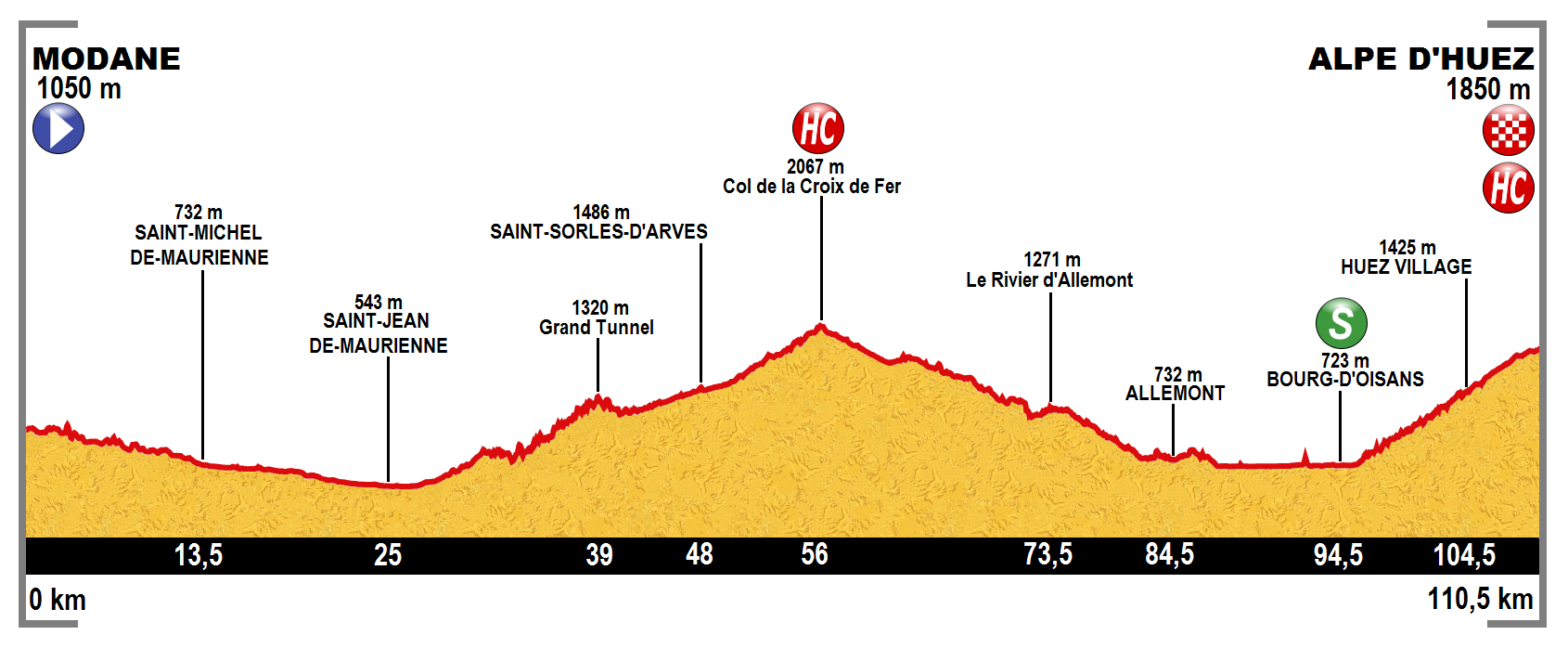
Recorregut de la 20a etapa

## Resultats

### Classificació de l'etapa
|    | Ciclista                 | Equip             | Temps      |
| -- | ------------------------ | ----------------- | ---------- |
| 1  | Thibaut Pinot (FRA)      | FDJ               | 3h 17' 21" |
| 2  | Nairo Quintana (COL)     | Movistar Team     | + 18"      |
| 3  | Ryder Hesjedal (CAN)     | Cannondale-Garmin | + 41"      |
| 4  | Alejandro Valverde (ESP) | Movistar Team     | + 1' 38"   |
| 5  | Chris Froome (GBR)       | Team Sky          | + 1' 38"   |
| 6  | Pierre Rolland (FRA)     | Team Europcar     | + 1' 41"   |
| 7  | Richie Porte (AUS)       | Team Sky          | + 2' 11"   |
| 8  | Winner Anacona (COL)     | Movistar Team     | + 2' 32"   |
| 9  | Wouter Poels (NED)       | Team Sky          | + 2' 50"   |
| 10 | Rubén Plaza (ESP)        | Lampre-Merida     | + 2' 50"   |

## Classificacions a la fi de l'etapa

### Classificació general
|    | Ciclista                 | Equip                 | Temps       |
| -- | ------------------------ | --------------------- | ----------- |
| 1  | Chris Froome (GBR)       | Team Sky              | 81h 56' 33" |
| 2  | Nairo Quintana (COL)     | Movistar Team         | + 1' 12"    |
| 3  | Alejandro Valverde (ESP) | Movistar Team         | + 5' 25"    |
| 4  | Vincenzo Nibali (ITA)    | Astana Qazaqstan Team | + 8' 36"    |
| 5  | Alberto Contador (ESP)   | Team Tinkoff-Saxo     | + 9' 48"    |
| 6  | Robert Gesink (NED)      | Team LottoNL-Jumbo    | + 10' 47"   |
| 7  | Bauke Mollema (NED)      | Trek Factory Racing   | + 15' 14"   |
| 8  | Mathias Frank (SUI)      | IAM Cycling           | + 15' 39"   |
| 9  | Romain Bardet (FRA)      | AG2R La Mondiale      | + 16' 00"   |
| 10 | Pierre Rolland (FRA)     | Team Europcar         | + 17' 30"   |

### Classificació per punts
|   | Ciclista             | Equip             | Punts |
| - | -------------------- | ----------------- | ----- |
| 1 | Peter Sagan (SVK)    | Team Tinkoff-Saxo | 420   |
| 2 | André Greipel (GER)  | Lotto Soudal      | 316   |
| 3 | John Degenkolb (GER) | Etixx-Quick Step  | 281   |

### Classificació de la muntanya
|   | Ciclista             | Equip            | Punts |
| - | -------------------- | ---------------- | ----- |
| 1 | Chris Froome (GBR)   | Team Sky         | 119   |
| 2 | Nairo Quintana (COL) | Movistar Team    | 108   |
| 3 | Romain Bardet (FRA)  | AG2R La Mondiale | 90    |

### Classificació del millor jove
|   | Ciclista             | Equip              | Temps       |
| - | -------------------- | ------------------ | ----------- |
| 1 | Nairo Quintana (COL) | Movistar Team      | 81h 57' 41" |
| 2 | Romain Bardet (FRA)  | AG2R La Mondiale   | + 14' 48"   |
| 3 | Warren Barguil (FRA) | Team Giant-Alpecin | + 30' 03"   |

### Classificació per equips
|    | Equip             | Temps        |
| -- | ----------------- | ------------ |
| 1r | Movistar Team     | 246h 55' 21" |
| 2n | Team Sky          | + 57' 23"    |
| 3r | Team Tinkoff-Saxo | + 1h 00' 12" |

## Abandonaments
No es produeix cap abandonament durant l'etapa.